# James Biddle

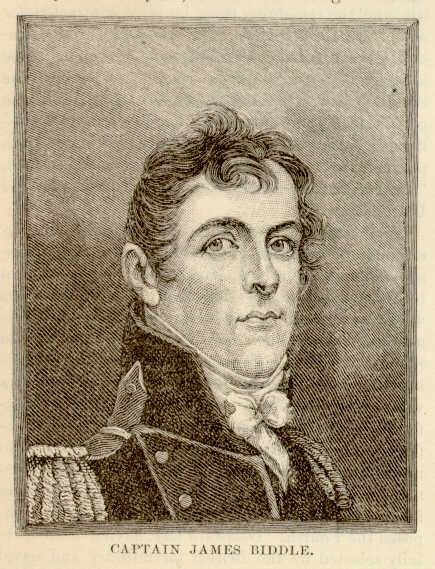
James Biddle

James Biddle (18 de fevereiro de 1783 - 1 de outubro de 1848), foi um comodoro norte-americano.
Em 1822 empregou uma esquadra para  combater piratas na região do Caribe.